# Prologue (revista)
A Prologue foi uma publicação da NARA (Arquivos Nacionais e Administração de Documentos). Os artigos da
publicação baseiam-se nos acervos, programas e materiais do NARA, dos arquivos regionais e das bibliotecas presidenciais dos Estados Unidos.
A revista foi fundada por James B. Rhoads, o quinto arquivista dos Estados Unidos. A primeira edição da Prologue foi publicada na primavera de 1969. A sede do periódico fica em Atlanta, Geórgia. A revista deixou de ser publicada em 2017.